# 毛依罕
毛依罕（1906年2月12日—1979年2月12日），中国蒙古族人，民间歌手、诗人，好来宝和乌力格尔（蒙古说书）艺人。曾任中国民间文艺研究会内蒙古分会副主席，内蒙古自治区第一、二届政协委员等职。

## 生平
1906年出生于扎鲁特旗乌力吉木仁苏木的蒙古族牧民家庭，6岁时即能表演好来宝和乌力格尔，后拜拉布哈为师学艺。1949年4月，赴乌兰浩特参加了当地举办的民间艺人培训班，随后又到内蒙古文工团工作。1953年10月，加入中国人民赴朝慰问团。1956年4月被评为“全国文化先进工作者”。1961年到内蒙古大学中文系蒙古语言学专业教书。1979年2月12日因病去世。